# Lenka Hlávková
Lenka Hlávková (roz. Mráčková; 17. srpna 1974 Louny – 21. prosince 2023 Praha) byla česká muzikoložka, ředitelka Ústavu hudební vědy Filozofické fakulty Univerzity Karlovy, kde se stala jednou z obětí útoku aktivního střelce.

## Vzdělání a odborné působení
Vystudovala hudební vědu na Filozofické fakultě Univerzity Karlovy v Praze. Magisterské studium ukončila v roce 1998, v roce 2004 získala titul Ph.D. Již během studia absolvovala zahraniční stáže, v nichž pak pokračovala doktorskou stáží na Humboldtově univerzitě v Berlíně (1999–2000).
Působila jako odborná asistentka v Ústavu hudební vědy na Filozofické fakultě Univerzity Karlovy – v letech 2012–2015 byla ředitelkou, posléze zástupkyní ředitele a od prosince 2021 znovu ředitelkou ústavu. Podílela se na řešení různých výzkumných projektů a stala se autorkou několika odborných článků a statí. Od roku 2019 byla členkou evropské nevládní asociace, vědecké společnosti Academia Europaea v Cambridgi. Na Univerzitě Karlově byla součástí Etické komise FF UK, ale i aktivní členkou odborové organizace či organizátorkou mnoha hudebně společenských událostí. Studenty a kolegy byla hodnocena jako výjimečně podporující a vstřícná pedagožka.
Odborně se zaměřovala na dějiny hudby před rokem 1600, hudební kulturu střední Evropy v pozdním středověku, práci s českými prameny 15. a první poloviny 16. století (například Kodex Strahov, Kodex Speciálník), polyfonní píseň 15. století a cantus fractus v českých pramenech, či hudební paleografii. Pro současné posluchače a odborníky se snažila aktualizovat hudební tradice doby husitské a posthusitské.

## Soukromý život
Lenka Hlávková měla s manželem dvě děti. Volnočasově se mimo jiné věnovala bojovému sportu karate.
Zemřela tragicky jako jedna z obětí masové vraždy na Filozofické fakultě UK v prosinci 2023. V době začátku střelby byla zřejmě na cestě ze své kanceláře ve čtvrtém patře, v patnáct hodin totiž začínalo na schodišti fakulty adventní zpívání. Zpívání pomáhala uspořádat studentům druhého ročníku.